# Clover Chronicles I
『Clover Chronicles I（クローバー・クロニクルズ・ワン）』は、日本のネオアコ・バンドである b-flower の4th アルバムで、全7曲からなる初のミニアルバムである。1994年6月8日に東芝EMI（現・EMIミュージック・ジャパン）よりリリースされた。
「新曲、カバー曲、既発表曲のレコーディングによって構成されたベスト盤的内容のアルバム」（ROCKIN'ON JAPAN ）
プロデュースは、前作から引き続き外間隆史。冨田恵一や飯尾芳史も続投。

## 収録曲
1. 誕生日（Strings）(2:54)
  - 作詞・作曲：八野英史
  - 1993年作。同年に「Strings」としてアナログ7インチで英国リリースされた。
  - 「好んで（子宮から）出てきたっていう感じではないんですよ。『もう出ざるをえんぞ』っていう感じで"誕生日"っていう曲は出来たんですよ。だからすごく不安なんです。あれは不安の曲で、『生まれ変わった希望の光』とかじゃなくて、『お母さんが笑ってくれたら僕は恐くないよ』っていう不安の曲なんです」[1]
2. 日曜日のミツバチ（Nothing on Sunday） (3:58)
  - 作詞・作曲：八野英史
  - 1988年にできた曲。詳細は『日曜日のミツバチ』を参照のこと。
  - デビューEP『日曜日のミツバチ』に Manchester バージョンと Bristol バージョンが収録されている。
  - 1st『ペニーアーケードの年』にも別バージョンが収録されている。
3. ペニーアーケードの年（In the Penny Arcade）(3:18)
  - 作詞・作曲：八野英史
  - 1989年にできた曲。詳細は『ペニーアーケードの年』を参照のこと。
  - オリジナル・バージョンが 1st『ペニーアーケードの年』収録されている。
  - Remix バージョンが EP『Nobody Knows This Is Nowhere』に収録されている。
4. Dear, 1984年の僕（#1984） (3:27)
  - 作詞・作曲：八野英史
  - 1989年にできた曲。詳細は 1st『ペニーアーケードの年』を参照のこと。
  - オリジナル・バージョンが同アルバムに収録されている。
5. 冬の最後の雪（The Last Snow of Winter） (4:44)
  - 作詞：八野英史、作曲：宮大
  - 1992年にできた曲。
  - オリジナル・バージョンが 2nd『ムクドリの眼をした少年』に収録されている。
6. Both Sides, Now (3:50)
  - 作詞・作曲：Joni Mitchell
  - ジョニ・ミッチェルの曲（1969年のアルバム『青春の光と影』収録）のカバー。バンドのアレンジで、八野が原語で歌っているが、ジャケットには八野による対訳が記載されている。
7. サトウカエデの下で（Under the Maple Tree） (4:12)
  - 作詞・作曲：八野英史
  - 1994年作。「Original Version」が、次作『Grocery Andromeda』に収録されている。
  - 「『とにかく（世界に生まれて）一遍雲の上に上がって状況を見てみよう』っていうのが、あの曲（"サトウカエデの下で"）で、またそこから降りてきて一体どうなるのかが、自分でも楽しみなんやけど」[1]

## クレジット
- 八野英史 : ヴォーカル、アコースティック・ギター、エレクトリック・ギター
- 岡部亘（岡部わたる）  : ドラムス、パーカッション
- 宮大 : ベース、アルト・リコーダー
- 鈴木浩  : エレクトリック・ギター、アコースティック・ギター、コーラス

### 参加ミュージシャン
- 冨田恵一 : コンピュータ & シンセサイザー・プログラミング、ピアノ、ハモンド・オルガン、キーボード
- 外間隆史 : シンセサイザー
- 飯尾芳史 : サウンド・トリートメント

### その他
- プロデュース : 外間隆史
- 録音・ミックス : 飯尾芳史、笹原与志一
- サウンド・プロデュース及びアレンジ  : 外間隆史 + 冨田恵一 with b-flower、『日曜日のミツバチ』のみプロデュース及びアレンジ : b-flower、『誕生日』のストリングス・アレンジ : 冨田恵一
- アート・ディレクターおよびデザイン : 石川絢士
- ヴィジュアル・コンセプト : 外間隆史

## 備考
- ジャケット内では邦題で記載されているが、裏カバーでは各曲とも英題で、英語での紹介がなされている。
- 英語では、「宮大：延々と続くアルトリコーダー」「笹原与志一：アーモンドグリーン色のミキシング」「冬の最後の雪：録音時に雪が降った。音のない言葉のようだった。それも録音した。」など、バンド独特の遊び心が散見される。
- 2010年現在、廃盤。